# A Time to Remember
A Time to Remember er et dobbelt livealbum optaget til showet af samme navn med den irske folkemusikgruppe The Dubliners. Det blev optaget i Metropole i Wien i september 2009 og udgivet senere samme år. De optrådte første gang med showet, der var en hyldest til de afdøde medlemmer af gruppen, på Vicar Street i Dublin d. 4. juli, 2009 og tog derefter på turne i Europa. Showet indeholdt gruppen spille og synge til video og lyd med de tidligere medlemmer Ciarán Bourke, Luke Kelly og Ronnie Drews optræden samt de tilbageværende medlemmer. Det er den sidste udgivelse fra gruppen, hvor Barney McKenna medvirker, da han døde i 2012. Det betyde rat det også er det sidste album, hvor en af de oprindelige medlemmer af gruppen optræder, da ingen af de fire grundlæggere længere er i live.

## Spor[1]

### CD et
1. "Fermoy Lassies"/"Sporting Paddy"
2. "The Banks Of The Roses"
3. "The Ferryman"
4. "Three Score And Ten"
5. "The Belfast Hornpipe"/"The Swallow’s Tail"
6. "For What Died The Sons Of Róisín"
7. "Maids When You’re Young"
8. "The Nightingale"
9. "Luke’s Gravestone"
10. "Kelly the Boy from Killanne"
11. "The Black Velvet Band"
12. "The Town I Loved So Well"
13. "Cooley’s Reel"/"The Dawn"/"The Mullingar Races"
14. "The Auld Triangle"

### CD to
1. "All For Me Grog"
2. "Remembering Ciarán"
3. "Preab San Ól"
4. "Peggy Lettermore"
5. "St. Patrick’s Cathedral"
6. "I Wish I Had Someone To Love Me"
7. "Ronnie’s Heaven"
8. "McAlpine's Fusiliers"
9. "Fáinne Geal An Lae"
10. "Finnegan's Wake"
11. "The Marino Waltz"
12. "Dirty Old Town"
13. "Whiskey in the Jar"
14. "The Wild Rover"
15. "Molly Malone"